# Nannostomus unifasciatus
Nannostomus unifasciatus är en fiskart som beskrevs av Steindachner, 1876. Nannostomus unifasciatus ingår i släktet Nannostomus och familjen Lebiasinidae. Inga underarter finns listade i Catalogue of Life.